# اسکات براش
اسکات براش (انگلیسی: Scott Brash؛ زادهٔ ۲۳ نوامبر ۱۹۸۵) سوارکار اهل بریتانیا است.
وی در مسابقات کشوری و بین‌المللی در مجموع برندهٔ ۲ مدال طلا، ۲ مدال برنز شده‌است.